# Construção (album)
Construção è un album del musicista brasiliano Chico Buarque ed è stato inciso nel 1971. Venne considerato come il terzo miglior album di musica brasiliana di tutti i tempi dall'edizione brasiliana della rivista Rolling Stone.

## Tracce
1. Deus lhe pague – 3:19 - (Chico Buarque)
2. Cotidiano – 2:49 - (Chico Buarque)
3. Desalento – 2:48 - (Chico Buarque, Vinícius de Moraes)
4. Construção – 6:24 - (Chico Buarque)
5. Cordão – 2:31 - (Chico Buarque)
6. Olha Maria (Amparo) – 3:56 - (Chico Buarque, V. de Moraes, Tom Jobim)
7. Samba de Orly – 2:40 - (Chico Buarque, Toquinho, Vinícius de Moraes)
8. Valsinha – 2:00 - (Chico Buarque, Vinícius de Moraes)
9. Minha história – 3:01 - (Lucio Dalla; versione di C. Buarque)
10. Acalanto – 1:38 - (Chico Buarque)